# Czarna Riczka
Czarna Riczka (ukr. Чорна Річка) – wieś na Ukrainie w rejonie wierchowińskim obwodu iwanofrankiwskiego.